# 榊原政邦
榊原 政邦（さかきばら まさくに）は、江戸時代前期から中期の大名。越後村上藩第2代藩主、播磨姫路藩主。榊原家6代当主。

## 略歴
分家の旗本榊原家の榊原勝政（榊原康勝の庶子。1,000石）の子の榊原勝直（1,000石）の長男として誕生する。若くして嗣子なく没した榊原本家の政倫の養嗣子となり、越後村上藩を相続、その後に姫路藩に転封となる。

## 経歴
- 1675年（延宝3年） - 生まれる
- 1683年（天和3年） - 榊原家相続
- 1704年（宝永元年） - 播磨姫路に国替（5月28日）
- 1716年（正徳6年） - 男山八幡宮社殿を建て替え新築。
- 1726年（享保11年） - 死去、享年52

## 官位位階
- 1689年（元禄2年） ：従五位下・式部大輔
- 1692年（元禄5年） ：従四位下
- 1711年（正徳元年）：侍従

## 榊原政邦の墓所
榊原政邦およびその正室と側室実相院の墓は、兵庫県姫路市の随願寺にある。政邦と正室の希望によりここに葬られ、また実相院の墓もあり、実相院の墓は夫人病治癒祈願の墓としても祀られている。

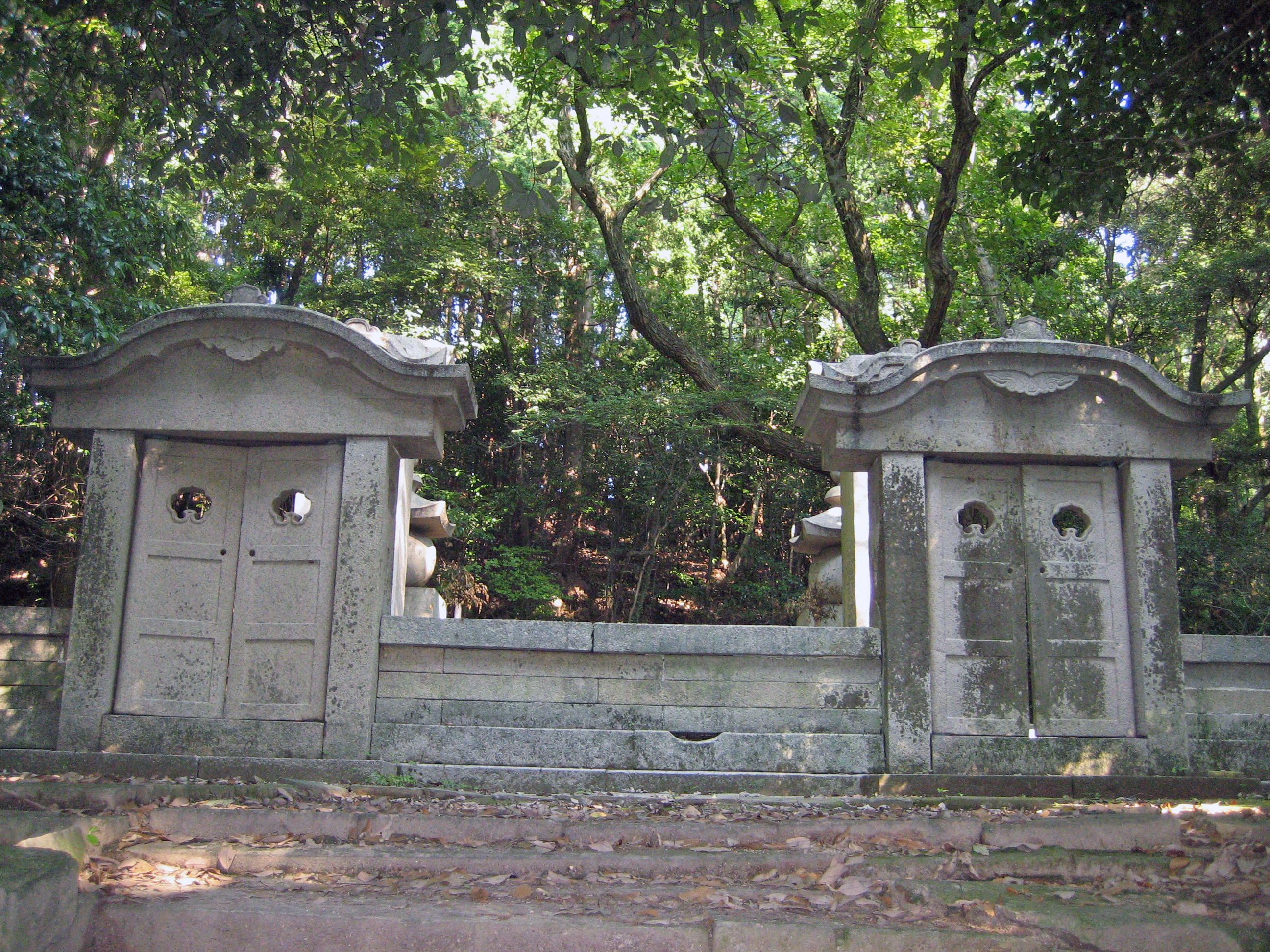
政邦夫妻の墓。
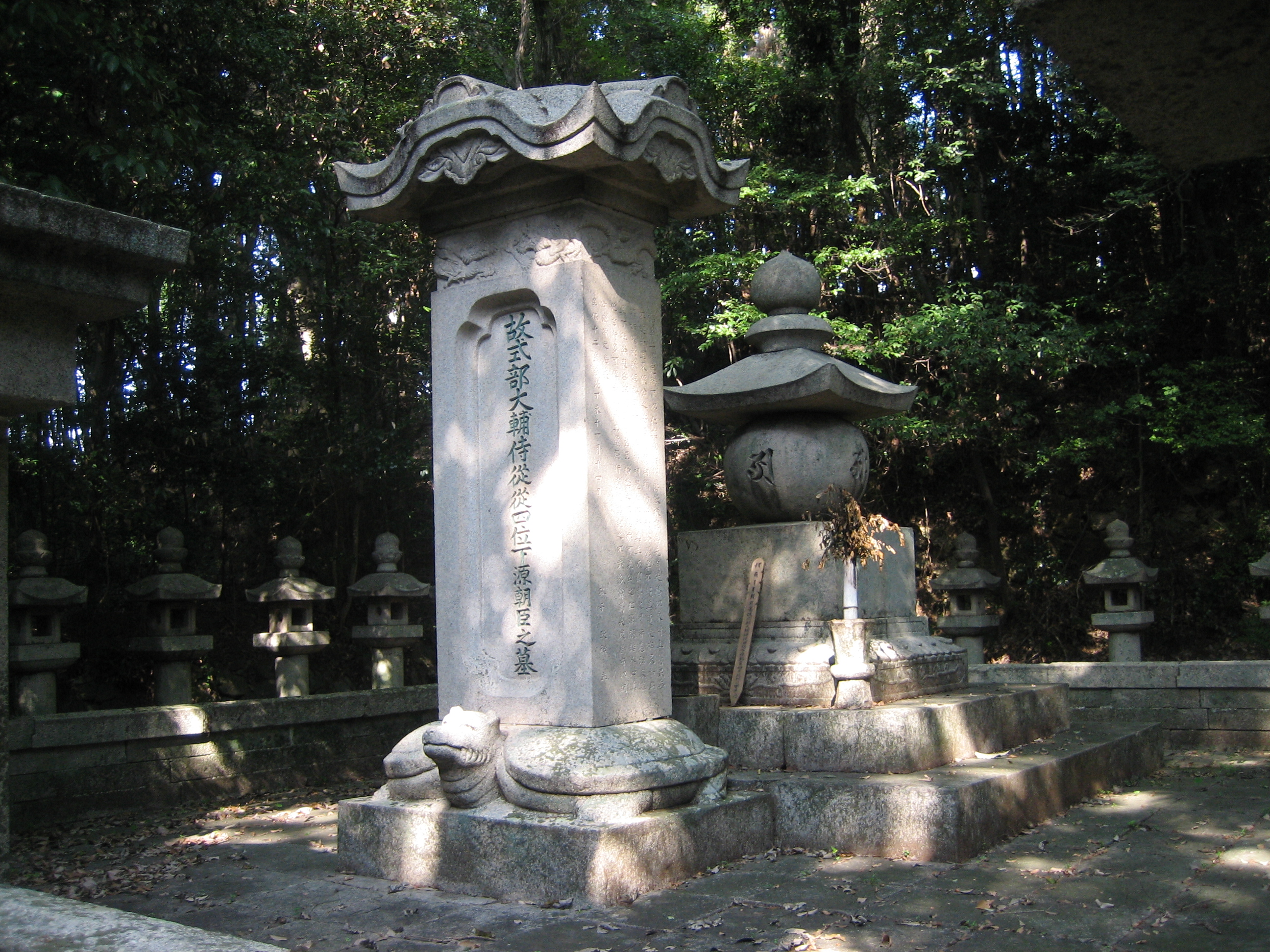
政邦の墓。
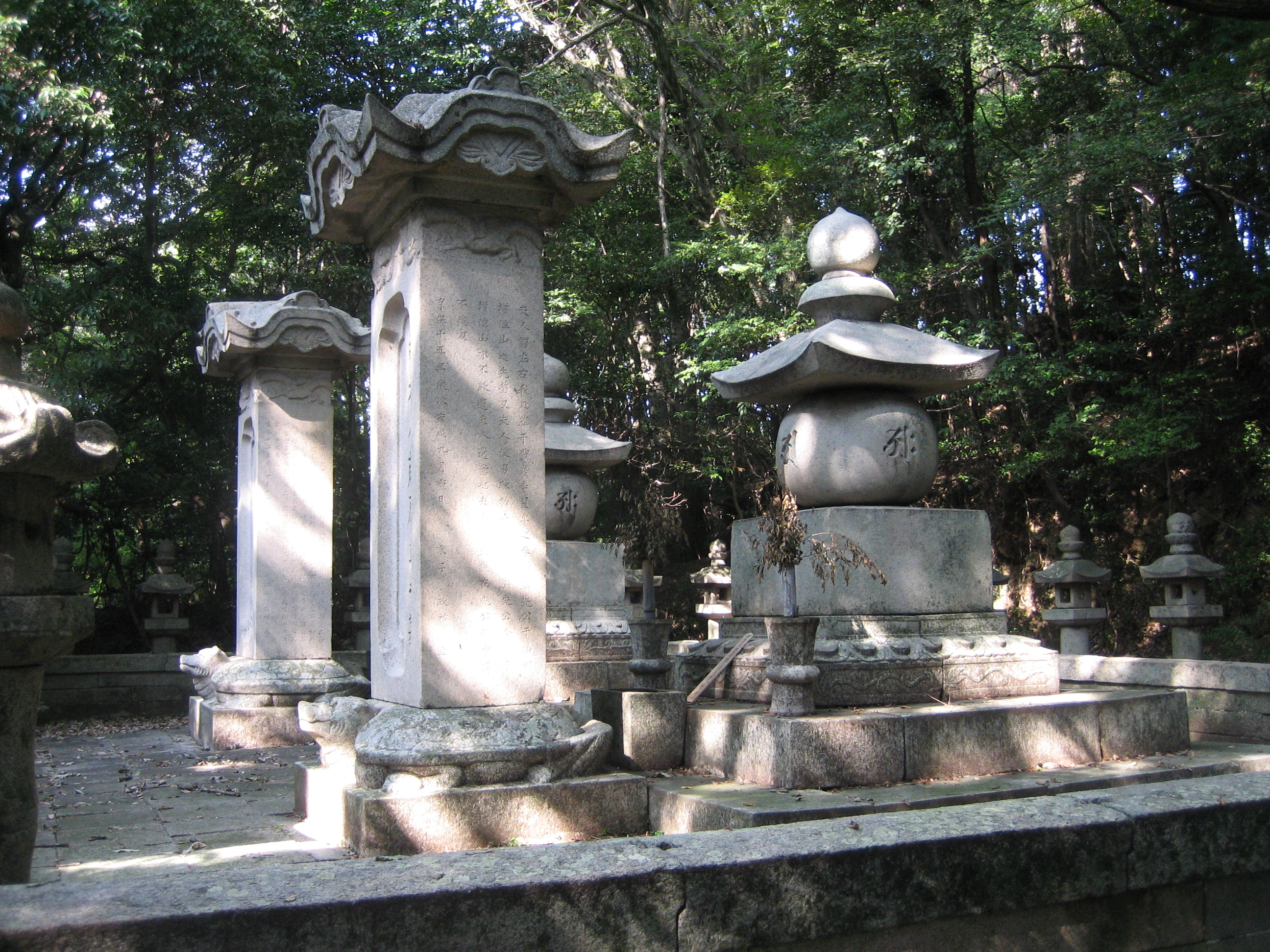
手前が夫人の墓、奥が政邦の墓。
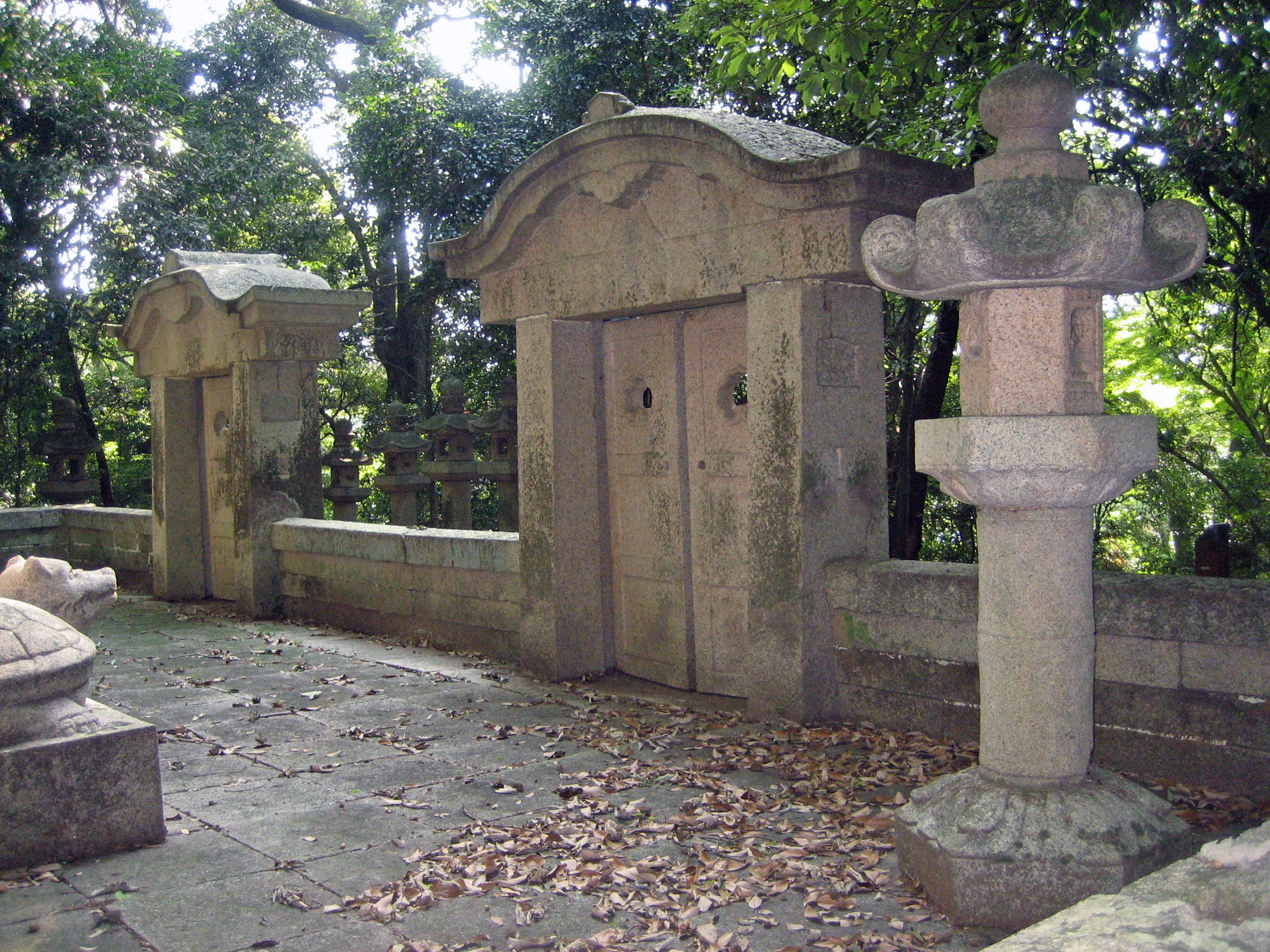
夫妻の墓の前の石扉。
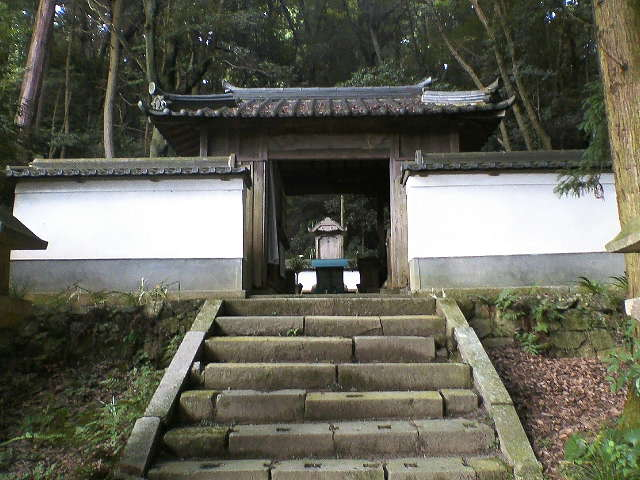
側室、実相院の墓。
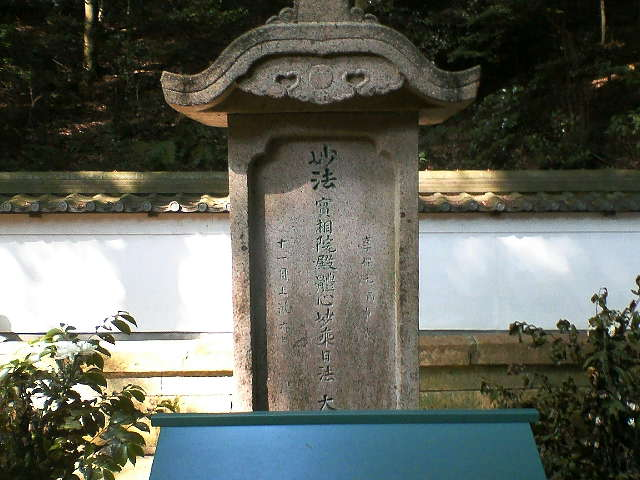
実相院の墓に刻まれた戒名。

## 系譜
父母
- 榊原勝直（実父）
- 榊原政倫（養父）

正室
- 鍋島綱茂の養女、鍋島光茂の娘

側室
- 実相院

子女
- （長男）
- 榊原政祐（次男）
- 国姫 - 南部利視正室
- 孝子 - 酒井忠恭正室
- 青山忠朝正室
- 水野勝庸正室